# 이용 (1986년)
이용(李鎔, 1986년 12월 24일 ~ )은 대한민국의 축구 선수로 포지션은 오른쪽 풀백, 왼쪽 풀백이며 현재 K리그1 수원 FC 소속이다.

## 구단 경력
중앙대학교를 졸업하고 2010 시즌 울산 현대에 입단하였다. 주전 라이트백이었던 오범석이 국가대표 소집으로 자리를 비운 틈을 타 데뷔전을 치렀고 시즌이 끝날 때는 리그 19경기 출전 기록을 거두었다. 2011 시즌 개막 전 경쟁자였던 오범석이 수원으로 떠났으나 새로 영입된 송종국과 경쟁을 벌여야 했다. 시즌 중반 송종국이 톈진으로 이적한 후 주전 자리를 꿰찼다. 그 후, 팀의 주전으로 활약하며, 2011 K리그 컵 우승, K리그 준우승, 2012 AFC 챔피언스리그 우승, 2013 K리그 클래식 준우승에 일조하였다. 시즌 종료 후, K리그 클래식 베스트 11 수비수 부문에 선정되었다. 2014 시즌 중, 10월 26일에 열린 성남과의 원정 경기에서 후반 13분 김동희와 헤딩 경합 과정에서 충돌하여 눈 주위가 찢어졌고, 코뼈 골절을 당해 시즌 아웃이 예상되었으나, 11월 16일에 열린 서울과의 원정 경기에서 선발 출전하였다.
시즌을 마치고, 팀 동료 김성환과 군 문제를 해결하기 위해 상무에 입대하였고, 2015 시즌에는 상주를 한 시즌만에 K리그 클래식으로 승격하는데 큰 공헌을 하였으며 K리그 챌린지 베스트 11 수비수 부문에 선정되었다.
2016 시즌을 앞두고, 상주 상무의 새로운 주장으로 선임되었다. 9월 14일에 상무에서 군 복무를 마치고 원 소속팀인 울산으로 복귀하였다. 시즌이 끝나고, 팀 동료 이재성과 함께 전북 현대로 트레이드되었다.
2022 시즌 여름 이적시장을 통해 수원 FC로 임대되었다.
2023 시즌 중 전북을 떠나 수원 FC로 이적하였다.

## 국가대표팀 경력
2013년 7월 24일 중국과의 동아시안컵 경기에서 A매치 데뷔전을 치렀다.
2014년 5월 8일에 발표된 2014년 FIFA 월드컵 축구 국가대표팀 최종 명단에 발탁되어 생애 첫 월드컵에 출전하여 러시아, 알제리, 벨기에와의 조별 3경기를 교체 없이 전부 출전하였다.
2018년 FIFA 월드컵 대한민국 국가대표 최종 명단에 포함되었다. 스웨덴, 멕시코, 독일과의 조별 3경기를 교체없이 전부 출전하면서 월드컵 6경기연속 풀타임 출전을 기록하였다.

## 개인사
2016년 4월 3일에 김성환, 박진포 상병과 김성주, 김성준, 이경렬, 조영철 일병과 함께 오전 9시에 경북 문경으로 외출 도중 소매치기범을 검거하여 4월 9일에 선행상을 받았다.
이용은 2020년 2월 21일에 유튜브에 올림픽대로서 과속하는 영상을 올렸다가 논란이 커지자 영상을 비공개로 전환하고 사과문을 게재했다.

## 예능 출연
- 2018년 7월 11일 MBC 《황금어장 라디오스타》 573회

## 수상 내역

### 구단
울산 현대
- 리그컵
  - 우승 1회 : 2011
- AFC 챔피언스리그
  - 우승 1회 : 2012

상주 상무
- K리그2
  - 우승 1회 : 2015

전북 현대
- K리그1
  - 우승 5회 : 2017, 2018, 2019, 2020, 2021
- FA컵
  - 우승 1회 : 2020

### 개인
- K리그1 베스트 11 : 2013, 2018, 2019
- K리그2 베스트 11 : 2015
- 동아스포츠대상 프로축구부분 올해의 선수상 : 2018
- 2019년 AFC 아시안컵 맨 오브 더 매치 : vs. 바레인 (16강전)